# S/2007 (119979) 1
S/2007 (119979) 1 é um satélite natural do corpo celeste denominado de (119979) 2002 WC19. Ele foi descoberto no dia 27 de fevereiro de 2007, e é um objeto transnetuniano que tem cerca de 150 km de diâmetro e orbita o corpo primário a uma distância de 2760±250 km.